# Nick Janssens
Nick Janssens, (7 januari 1990) is een Belgisch korfballer. Hij speelde voor AKC, PKC en voor Boeckenberg. Daarnaast werd hij in 2015 uitgeroepen tot Beste Belgische Korfballer van het Jaar. Janssens is ook speler van het Belgisch korfbalteam.

## Spelerscarrière
Janssens korfbalde bij AKC tot hij in 2010 op 20-jarige leeftijd een overstap maakte naar Boeckenberg.

### Boeckenberg
In 2010 werd Janssens speler van Boeckenberg, dat op dat moment onder leiding stond van coach Luc Tossens. In zijn eerste seizoen bij de club won Boeckenberg meteen de zogenoemde triple - de zaaltitel, de veldtitel en de Beker van België. Janssens 1e seizoen bij de club was meteen een doorslaand succes.
In 2011-2012 kreeg Boeckenberg een nieuwe hoofdcoach, namelijk de Nederlandse topspeler/topcoach Hans Leeuwenhoek. De eerste horde in dit seizoen was de Europacup van 2012. Boeckenberg haalde de finale en moest aantreden tegen de Nederlandse kampioen, TOP. Uiteindelijk verloor Boeckenberg met 22-19. In de Belgische competitie in seizoen 2011-2012 stond Boeckenberg wederom in de zaalfinale. In deze finale won het met 24-21 van Voorwaarts. Iets later, in de veldcompetitie werd ook de veldfinale gehaald. Dit maal was Sikopi de tegenstander en Boeckenberg verloor de finale met 16-14.
In het seizoen erna, 2012-2013 won Boeckenberg zowel de zaal- als veldtitel.
Na seizoenen onder coach Leeuwenhoek kreeg Boeckenberg in 2013 een nieuwe hoofdcoach, namelijk Detlef Elewaut. In seizoen 2013-2014 speelde Boeckenberg in januari de Europacup van 2014. Boeckenberg haalde de finale en mocht aantreden tegen het Nederlandse PKC in de eigen PKC-hal. Boeckenberg startte furieus aan de wedstrijd en Janssens promoveerde 4 van zijn eerste 5 schoten tot goal. Boeckenberg ging lang aan kop, maar verloor uiteindelijk met 31-27. In de eigen competitie werd stond Boeckenberg wederom in de zaalfinale. Er werd nipt met 29-28 verloren van Scaldis. Iets later in de veldcompetitie stonden Scaldis en Boeckenberg weer tegenover elkaar. Nu trok Boeckenberg aan het langste eind en won met 25-11.
In seizoen 2014-2015 stond Boeckenberg zowel in de zaal- als veldfinale. Ze wonnen beiden titels. Aan het eind van dit seizoen werd Janssens uitgeroepen tot Beste Belgische Korfballer van het Jaar.
In seizoen 2015-2016 gebeurde hetzelfde als het seizoen ervoor, want ook nu won Boeckenberg beide titels.

### PKC, Nederland
In 2016 maakte Janssens op 26-jarige leeftijd de overstap naar de Nederlandse korfbalcompetitie en sloot zich aan bij PKC. Hij volgde hiermee zijn Boeckenberg coach Detlef Elewaut want die werd vanaf datzelfde seizoen de nieuwe hoofdcoach bij PKC.
In seizoen 2016-2017 had PKC al een ruime selectie en kwam Janssens aanvankelijk terecht in het 2e team. Hij zou zijn plek moeten veroveren tussen spelers zoals Richard Kunst, Laurens Leeuwenhoek, Johannis Schot, Olav van Wijngaarden en Danny den Dunnen.  
Het eerste wapenfeit in dienst van PKC was de Supercup, een wedstrijd tussen de Belgische en Nederlandse veldkampioen van 2016. Zodoende speelde hij met PKC tegen zijn oude ploeg, Boeckenberg. PKC won met 27-15 waardoor Janssens meteen een prijs pakte met zijn nieuwe ploeg.
Gedurende het seizoen wist Janssens in 6 wedstrijden tot 3 goals te komen in de Korfbal League. Hiermee werd hij uiteindelijk 6e heer van de selectie. PKC pakte dit seizoen geen titels en werd in de zaal- als veldcompetitie in de play-offs uitgeschakeld.

### Return bij Boeckenberg
Na 1 seizoen bij PKC keerde Janssens terug bij Boeckenberg.
In zijn eerste seizoen terug, 2017-2018 won Boeckenberg de zaaltitel. Ook stond de ploeg in de veldfinale, maar die werd verloren van Kwik.
In seizoen 2018-2019 behaalde Boeckenberg in beide competities niet de finale.
Seizoen 2019-2020 was een seizoen niet uitgespeeld kon worden vanwege de COVID-19 uitbraak. Er werden geen kruisfinales of finales gespeeld. Wel werd Boeckenberg uitgeroepen tot zaalkampioen van België, op basis van de ranglijst.

## Erelijst
- Belgisch kampioen zaalkorfbal, 7x (2011, 2012, 2013, 2015, 2016, 2018, 2020)
- Belgisch kampioen veldkorfbal, 5x (2011, 2013, 2014, 2015, 2016)
- Beker van België kampioen, 2x (2011, 2014)
- Supercup kampioen, 1x (2016)
- Beste Korfballer van het Jaar, 1x (2015)

## Rode Duivel
Janssens speelde voor Jong België en speelde van 2011 t/m 2017 voor het Belgisch korfbalteam.
Zo speelde Janssens op deze onderstaande internationale toernooien:
- WK 2011, 2e plaats
- World Games 2013, 2e plaats
- EK 2014, 2e plaats
- WK 2015, 2e plaats
- EK 2016, 2e plaats
- World Games 2017, 3e plaats